# Dejene Guta
Dejene Guta (Shewa, 5 augustus 1981) is een Ethiopische marathonloper.

## Loopbaan
Guta werd genomineerd voor de wereldkampioenschappen van 2005 in Helsinki, nadat hij eerder dat jaar de marathon van Dubai had gewonnen in 2:10.49. In Helsinki liep hij tot de halve marathon in de kopgroep, maar moest op het 30 kilometerpunt opgeven.

## Persoonlijk record
| Onderdeel | Prestatie | Datum          | Plaats |
| --------- | --------- | -------------- | ------ |
| marathon  | 2:10.49   | 7 januari 2005 | Dubai  |

## Palmares

### marathon
- 2004: 10e marathon van Hokkaido - 2:17.20
- 2005:  marathon van Dubai - 2:10.49
- 2005: 17e marathon van Rotterdam - 2:16.35